# جوزيف كيلر (فنان)
جوزيف كيلر (بالألمانية: Joseph von Keller)‏ (و. 1811 – 1873 م) هو فنان، ونقاش أطباق نحاسية ‏ ألماني، ولد في لينتس آم راين، توفي في دوسلدورف، عن عمر يناهز 62 عاماً.